# Lloyd C. Douglas
Lloyd Cassel Douglas (Columbia City, Indiana, 27 de agosto de 1877-Los Ángeles, 13 de febrero de 1951) fue un escritor estadounidense. Conocido por sus novelas Magnificent Obsession y La túnica sagrada, ambas llevadas con éxito al cine. Sus novelas tienen un notable tono moral, didáctico y religioso.

## Biografía
Hijo de Alexander J. Douglas y Sarah Jane Douglas (nacida Cassel). Su padre era un pastor luterano. Fue educado para sacerdote en el Wittenberg Seminary en Springfield (Ohio). Luego de ser ordenado sirvió como pastor en North Manchester (Indiana). En 1904 contrajo matrimonio con Bessio Io Porch, con quien tuvo dos hijas. Al año siguiente la familia se mudó a Lancaster, Ohio, y en 1908 a Washington D. C..
De 1911 a 1915 se desempeñó como capellán y director de asuntos religiosos en la Universidad de Illinois en Urbana-Champaign. Más tarde se incorporó a la Iglesia congregacional y continuó su labor como pastor en iglesias en Estados Unidos y Canadá. Su primera novela fue Magnificent Obsession (1929), obra de la cual se realizarían posteriormente dos versiones cinematográficas en 1935 y 1954.  
En 1933 se retiró de su labor religiosa y se dedicó exclusivamente a la profesión de escritor. En 1935 publicó Green Light, obra de la cual también se realizaría un filme en 1937.  En 1939 se publicarían dos novelas Disputed Passage y
Doctor Hudson's secret Journal, la última es una precuela de Magnificent Obsession.
En 1942 publicó su novela The Robe, que fue un éxito con más de 2 millones de ejemplares vendidos, y que también sería llevada al cine póstumamente en 1953 por Henry Koster en la película del mismo nombre, siendo la primera película exhibida en Cinemascope.
Su última novela The Big Fisherman fue publicada en 1948 y sería llevada al cine en 1959.
Su autobiografía Time to Remember publicada en 1951, fue continuada por sus dos hijas, Virginia Douglas Dawson y Betty Douglas Wilson, en la obra The Shape of Sunday, publicada en 1952.

## Obras

### Novelas
Serie Magnificent Obsession:
1. Magnificent Obsession (1929), ISBN 9780848804794
2. Doctor Hudson's Secret Journal (1939), ISBN 9780854560561, precuela

Serie La túnica sagrada  (The Robe):
1. La túnica sagrada (The Robe) (1942), ISBN 9780432031063
2. El gran pescador (The Big Fisherman) (1949), ISBN 9780395076309

Independientes:
- More Than a Prophet (1905), ISBN 9780548158364
- Forgive Us Our Trespasses (1932), ISBN 9780671782955
- Precious Jeopardy: A Christmas Story (1933), OCLC 1666171
- Green Light (1935), ISBN 9780340750247
- White Banners (1936), ISBN 9780330201612
- Home For Christmas (1937), ISBN 9789333182928
- Disputed Passage (1939), ISBN 9780432031018
- Invitación a la vida (Invitation to Live) (1940), ISBN 9781930548077

### No ficción
- Wanted – A Congregation (1920), ISBN 9780243732357, religión
- An Affair Of The Heart (1922), ISBN 9781245918749, religión
- The Minister's Everyday Life (1924), ASIN B004MGLCZU, religión
- These Sayings of Mine: An Interpretation of the Teachings of Jesus (1926), ASIN B003KCTOFW, religión
- Those Disturbing Miracles (1927), ISBN 9780766166349, religión
- The College Student Facing A Muddled World (1933), sociología
- Time to Remember (1951), ASIN B0167Q3QZ6, autobiografía
- The Living Faith: Selected Sermons (1955), OCLC 1150214011, religión

### Otras
- The Fate Of The Limited (1919)

## Adaptaciones
- Sublime obsesión (1935), película dirigida por John M. Stahl, basada en la novela Magnificent Obsession
- Green Light (1937), película dirigida por Frank Borzage, basada en la novela Green Light
- White Banners (1938), película dirigida por Edmund Goulding, basada en la novela White Banners
- Vidas heroicas (1939), película dirigida por Frank Borzage, basada en la novela Disputed Passage
- The Robe (1953), película dirigida por Henry Koster, basada en la novela La túnica sagrada
- Demetrius and the Gladiators (1954), película dirigida por Delmer Daves, basada en la novela La túnica sagrada
- Magnificent Obsession (1954), película dirigida por Douglas Sirk, basada en la novela Magnificent Obsession
- Dr. Hudson's Secret Journal (1955-1957), serie dirigida por Peter Godfrey y Harry R. Sherman, basada en la novela Doctor Hudson's Secret Journal
- Luz da Esperança (1956), serie basada en la novela Green Light
- Sublime Obsessão (1958), serie dirigida por Dionísio Azevedo, basada en la novela Magnificent Obsession
- The Big Fisherman (1959), película dirigida por Frank Borzage, basada en la novela El gran pescador